# Craig Russell
Craig Russell, född 1956 i Skottland, är en brittisk författare. Han har arbetat som polis, som copywriter och kreativ ledare i reklambranschen. Sedan tolv år är han frilansskribent och Blodsörn är hans första roman. Han bor fortfarande i Skottland.